# Ricardo Mannetti
Ricardo Giovanni Mannetti (Windhoek, 24 aprile 1975) è un allenatore di calcio ed ex calciatore namibiano.

## Biografia
Il nonno paterno era italiano; arrivato in Namibia come operaio ferroviario, conobbe una donna e si fermò nel paese africano.

## Carriera

### Nazionale
Ha collezionato 55 presenze in Nazionale tra il 1994 e 2003.